# Landgericht Kalisch

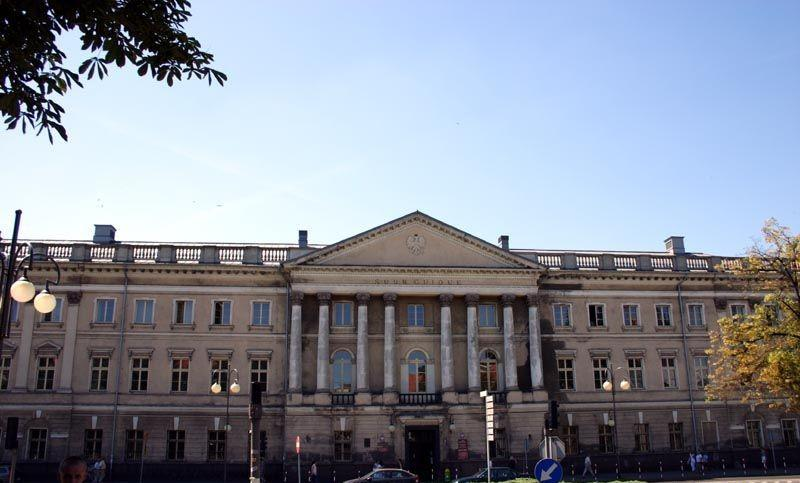
Pałac Trybunalski in Kalisch, Sitz des ehem. Gerichtes (2000)

Das Landgericht Kalisch war ein deutsches Gericht der ordentlichen Gerichtsbarkeit im Bezirk des Oberlandesgerichts Posen mit Sitz in Kalisch.

## Geschichte
Das Landgericht Kalisch wurde während der deutschen Besetzung Polens 1939 mit Erlass vom 26. November 1940 als Landgericht im Bezirk des Oberlandesgerichtes Posen gebildet. Der Sitz des Gerichts war Kalisch. Sein Sprengel umfasste die Stadt Kalisch und die Kreise Kalisch, Schieratz und Turek. Dem Landgericht wurden folgende Amtsgerichte zugeordnet:
| Amtsgericht              | Sitz         |
| ------------------------ | ------------ |
| Amtsgericht Kalisch      | Kalisch      |
| Amtsgericht Schieratz    | Schieratz    |
| Amtsgericht Turek        | Turek        |
| Amtsgericht Zdunska Wola | Zdunska Wola |

Im Jahre 1945 wurde der Landgerichtsbezirk wieder unter polnische Verwaltung gestellt. Damit endete auch die kurze Geschichte des Landgerichtes Kalisch und seiner Amtsgerichte. Wieder unter polnischer Verwaltung entstand das Sąd Okręgowy w Kaliszu.

## Sondergericht Kalisch
Am Landgericht Kalisch war vom 15. April 1940 bis 1944 das Sondergericht Kalisch eingerichtet. Dieses fällte eine Vielzahl von Unrechtsurteilen, insbesondere gegen Polen.

## Land- und Amtsgerichtsgebäude
Das Landgericht wie auch das Amtsgericht hatten ihren Sitz im Pałac Trybunalski (heutige Adresse: al. Wolności 13). Dieses Gebäude wurde nach Plänen von Sylwestra Szpilowskiego von 1819 bis 1821 in klassizistischem Empire-Stil erbaut. Es diente von Anfang an als Gerichtsgebäude. Im Jahre 1964 wurde es unter Denkmalschutz gestellt.Koordinaten: 51° 45′ 36,1″ N, 18° 5′ 21,1″ O